# Машинний клас
Маши́нний кла́с (рос. машинный класс, англ. size, size grade, determined by technical capabilities of processing equipment, нім. Maschinenfraktion f, Maschinenklasse f) — клас крупності корисної копалини з граничними верхнім та нижнім розмірами зерен, які зумовлені технічними можливостями збагачувального устаткування або технологічною доцільністю класифікації корисної копалини перед збагаченням.
Наприклад, при збагаченні гематитових руд машинними класами є 12 – 30; 6 – 12; 3 – 6; 1,5 – 3 мм, які роздільно піддають відсадженню з одержанням кондиційних концентратів і відходів. 